# Ray Price
Ray Price (Peach of Perryville (Texas), 12 januari 1926 – Mount Pleasant (Texas), 16 december 2013) was een Amerikaans countryzanger.

## Biografie
Price nam aan het begin van de jaren vijftig twee liedjes op voor Bullet Records en hij trad indertijd op in het door CBS uitgezonden televisieprogramma The Big D Jamboree, waarna hij een platencontract tekende bij Columbia Records. Op 15 maart 1951 nam hij in Dallas, waar hij opgroeide, voor het eerst muziek op voor Columbia Records. Price raakte bevriend met countryzanger Hank Williams en verhuisde in 1952 naar Nashville (Tennessee). Hij brak in 1956 door bij het grote publiek met de single Crazy Arms. Het liedje piekte in de Billboard Hot 100 op de 27ste plaats en stond twintig weken lang op de eerste plaats in de Amerikaanse hitlijst voor countryliedjes. In de jaren hierna scoorde Price meer hits met My Shoes Keep Walking Back to You, City Lights en The Same Old Me.
In 1968 verliet hij Nashville en kocht hij een ranch in Perryville (Texas). Hij trad ongeveer zeven jaar lang niet op, maar ging wel door met het opnemen van albums voor Columbia Records. Hoewel hij in de jaren vijftig tijdens de opkomst van de rock-'n-roll steevast traditionele country bleef maken, was hij een van de eerste artiesten die zich toelegden op de meer gepolijste countrypopmuziek. In 1970 scoorde hij een hit met het door singer-songwriter Kris Kristofferson geschreven liedje For the Good Times, dat hem tevens een Grammy Award opleverde.
Zijn populariteit nam zienderogen af in de jaren zeventig, totdat hij in 1980 weer succes oogstte met het album San Antonio Rose, dat hij opnam met zijn vroegere bassist Willie Nelson. Hij tekende een platencontract bij Dimension Records en scoorde in 1981 hits met It Don't Hurt Me Half as Bad en Diamonds in the Stars. In de tweede helft van de jaren tachtig en in de jaren negentig trad Price geregeld op in zijn eigen theater in Branson (Missouri).
Hij werd in 1996 opgenomen in de Country Music Hall of Fame in Nashville en in 2001 in de Texas Country Music Hall of Fame.
Price overleed op 87-jarige leeftijd aan de gevolgen van alvleesklierkanker. Hij is begraven op het Restland Memorial Park in Dallas.
- Bibsys: 55915
- Bibliothèque nationale de France: cb13898674z (data)
- Gemeinsame Normdatei: 134488717
- International Standard Name Identifier: 0000 0000 7765 6818
- Library of Congress Control Number: n86102588
- MusicBrainz: c91823bc-3074-48f7-b6fe-ccda9310d2f5
- Nationale Bibliotheek van Tsjechië: xx0147383
- Nederlandse Thesaurus van Auteursnamen: 073115312
- SNAC: w6417790
- Virtual International Authority File: 46947419
- WorldCat: E39PBJkT7FFBW8YPCdTY4wc9Dq